# Caniggia Elva
Caniggia Ginola Elva (* 14. Juli 1996 in Vieux Fort) ist ein lucianisch-kanadischer Fußballspieler, der zurzeit beim FC Rot-Weiß Erfurt unter Vertrag steht. Er ist der Sohn des ehemaligen lucianischen Nationalspielers Titus Elva.

## Karriere

### Vereine

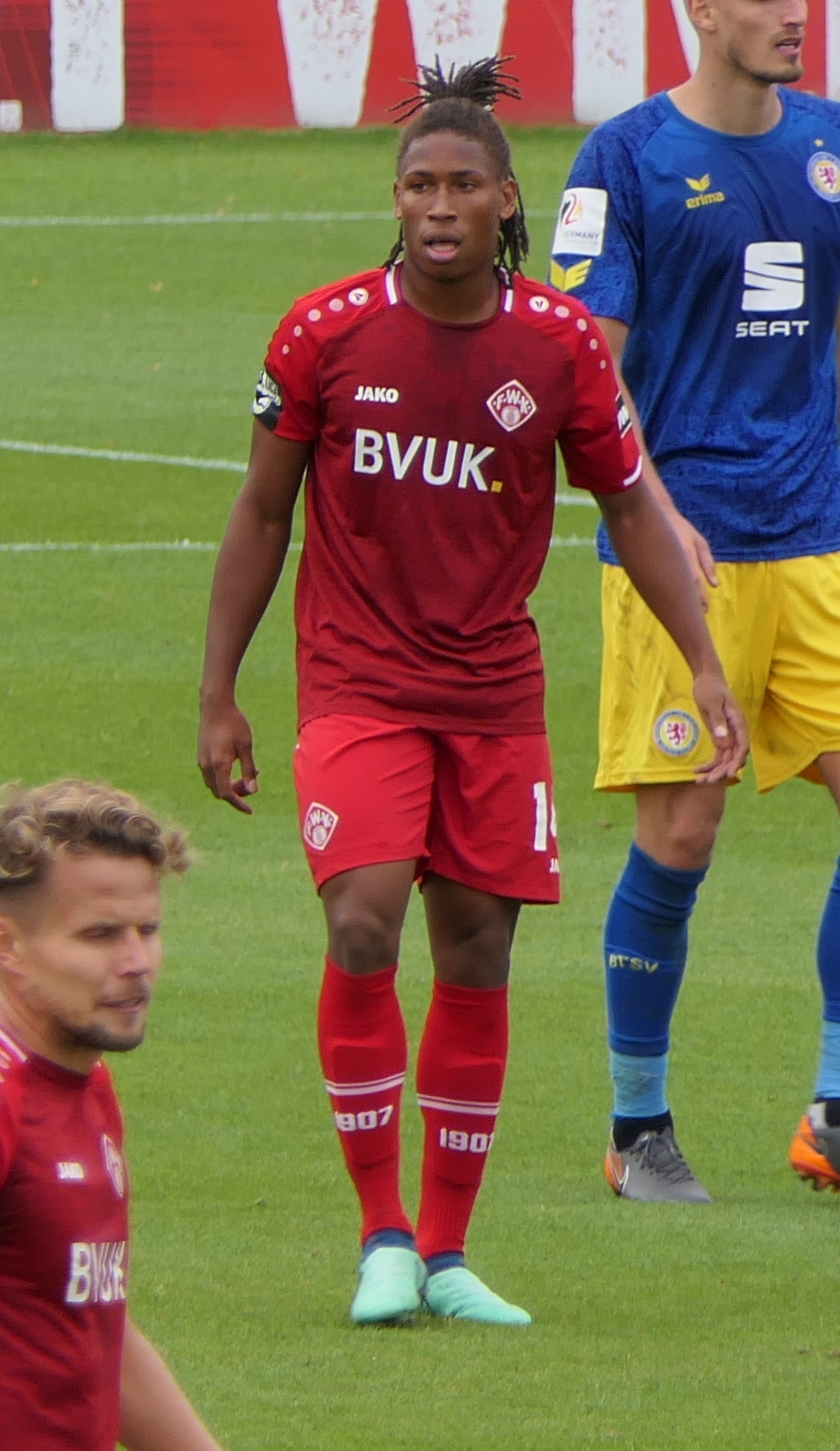
Caniggia Elva bei den Würzburger Kickers 2018

Nachdem er sein Heimatland St. Lucia im Jahr 2007 verlassen hatte, wurde Caniggia Elva in Kanada bei Calgary Southwest United ausgebildet. Im November 2013 absolvierte Elva beim VfB Stuttgart ein Probetraining und wurde danach in die Jugendakademie der Stuttgarter aufgenommen. Caniggia Elva erhielt bei den Schwaben einen bis 2018 datierten Profivertrag, den er an seinem 18. Geburtstag unterzeichnete. Weil er als Staatsbürger von St. Lucia sowohl in der A-Junioren-Bundesliga als auch für die zweite Mannschaft des VfB Stuttgart nicht spielberechtigt war, wurde er am 2. Februar 2015 bis zum Ende der Saison 2014/15 an Racing Straßburg verliehen, wo er allerdings lediglich zu einigen Einsätzen im Reserveteam kam. Zur Spielzeit 2015/16 wurde er in den Kader der Drittligamannschaft des VfB aufgenommen, nachdem er am Nationalfeiertag Kanadas zum kanadischen Staatsbürger ernannt worden war.
Am 29. August 2015 gab Caniggia Elva mit dem VfB Stuttgart II am 6. Spieltag der Saison 2015/16 gegen den FC Rot-Weiß Erfurt in der 3. Profi-Liga sein Profidebüt. Sein erstes Ligator erzielte er am 26. Februar 2016 (27. Spieltag) beim 1:1-Unentschieden gegen den Halleschen FC, als ihm der Ausgleichstreffer gelang.
Am 4. September 2018 unterschrieb Elva beim Drittligisten Würzburger Kickers einen Einjahresvertrag mit einer Option für eine weitere Saison, welche im Anschluss an die Saison nicht gezogen wurde. Mit den Franken gewann er den Bayerischen Pokal.
Der Mittelfeldspieler verblieb in der 3. Liga und unterschrieb im Juni 2019 beim Absteiger FC Ingolstadt 04 einen Zweijahresvertrag. Elva stieg 2021 mit Ingolstadt in die 2. Bundesliga auf, aufgrund einer schweren Knieverletzung kam er jedoch die gesamte Saison nicht zum Einsatz, bis sein Vertrag im Sommer 2022 auslief. Im Januar 2023 schloss Elva sich dem Regionalligisten FC Rot-Weiß Erfurt an.

### Nationalmannschaft
Elva debütierte am 25. März 2017 bei einem Turnier in Katar für die U-23-Nationalmannschaft von Kanada gegen Usbekistan und erzielte dabei den einzigen Treffer des Spiels. Daraufhin bereitete er im anschließenden Turnierspiel gegen den Gastgeber ein Tor vor. Im Herbst 2017 wurde er zum ersten Mal für die kanadische A-Nationalmannschaft nominiert, musste jedoch verletzt abreisen und verpasste somit vorerst sein A-Länderspieldebüt. Im März 2018 musste Elva der kanadischen A-Nationalmannschaft nach einer erneuten Nominierung wieder verletzungsbedingt absagen.

## Erfolge
Würzburger Kickers
- Bayerischer Pokalsieger: 2019